# Phenazepam
Phenazepam ist ein Arzneistoff aus der Gruppe der Benzodiazepine.
Phenazepam wurde in der Sowjetunion entwickelt und wird heute noch in Russland und angrenzenden Ländern produziert. Eingesetzt wird Phenazepam bei neurologischen Störungen wie Epilepsie, aber auch als Gegenmittel bei Alkoholentzugserscheinungen und Schlaflosigkeit. Des Weiteren wird es als Prämedikation bei chirurgischen Eingriffen verwendet, da es die Wirkung des Anästhetikums verstärkt und wie die meisten Benzodiazepine anxiolytisch (angstlösend) wirkt.
In Deutschland findet Phenazepam keine Anwendung in der Pharmazie, ist jedoch als Designerdroge in Erscheinung getreten.

## Nebenwirkungen
Häufige Nebenwirkungen sind Übelkeit, Ataxie sowie Schläfrigkeit. Ähnlich anderen Benzodiazepinen ist ein plötzlicher Abbruch nach langfristiger Therapie mit starken Entzugserscheinungen verbunden.

## Rechtlicher Status
In der Gesetzgebung taucht Phenazepam weder in den USA noch in Großbritannien auf, obwohl gerade in diesen Ländern Benzodiazepine starken Kontrollen unterworfen sind.
Nach offiziellen Angaben könnte der Pilot des Crossair-Flug 498 unter Einfluss von Phenazepam den Absturz des Flugzeuges verursacht haben.
Deutschland
Mit der 27. Betäubungsmittel-Änderungsverordnung wurde Phenazepam in Deutschland dem Betäubungsmittelgesetz als verschreibungsfähiges Betäubungsmittel unterstellt.